# Fägre
Fägre is een plaats in de gemeente Töreboda in het landschap Västergötland en de provincie Västra Götalands län in Zweden. De plaats heeft 53 inwoners (2005) en een oppervlakte van 8 hectare. Fägre wordt voornamelijk omringd door akkers en een klein beetje bos. In Fägre staat de kerk Fägre kyrka, de oudste delen van deze kerk stammen uit de 13de eeuw. De plaats Töreboda ligt zo'n tien kilometer ten noorden van het dorp.